# 亞吉 (堪薩斯州)
亞吉（英語：Yaggy）是位於美國堪薩斯州里諾縣的一個非建制地區。

## 地理
亞吉所處的海拔為高於海平面476米（即1562英呎），而該地所採用的時區為UTC-6，即北美中部時區（CST）。同時該地設有夏令時間，為UTC-6調快一小時，即UTC-5（CDT）。